# Говард-утка
«Говард-утка» (англ. Howard the Duck) — американский комедийный супергеройский фильм режиссёра Уилларда Хайка, основанный на комиксах издательства Marvel Comics об одноимённом персонаже за авторством Стива Гербера. Фильм создан общими усилиями Lucasfilm и Universal Pictures, а главные роли исполнили Лиа Томпсон, Тим Роббинс, Джеффри Джонс и Чип Зейн. Изначально планировалось выпустить полнометражный мультфильм, однако от этой идеи пришлось отказаться в пользу фильма с живыми актёрами по настоянию Universal Pictures, считавшей, что «летний блокбастер» с отвечающим за спецэффекты Джорджем Лукасом в продюсерском кресле будет намного успешнее анимационного проекта. Имеет сиквел в лице компьютерной игры Howard the Duck: Adventure on Volcano Island.
«Говард-утка» вышел в прокат 1 августа 1986 года и не оправдал ожидания студий, провалившись в прокате и получив массу отрицательных отзывов. Критике подверглись сценарий, актёрская игра, юмор и противоречивость в тоне (отмечалось, что для фильма с «семейным» возрастным рейтингом PG в нём присутствуют нагота и пошлые шутки). Фильм был номинирован на антипремию «Золотая малина» в семи категориях и выиграл в четырёх, в числе которых премия за худший фильм года. «Говард-утка» считается одной из худших экранизаций комиксов за всю историю, однако в определённых кругах является культовым фильмом, хоть и в ироничном ключе.

## Сюжет
27-летний Говард Утка живет в Утином Мире, планете, похожей на Землю, но населенной антропоморфными утками, которая вращается вокруг двух лун. Когда он читает последний номер журнала Playduck, его кресло начинает сильно трястись и выталкивает его из дома в космическое пространство; Говард в конечном итоге приземляется на Земле, в Кливленде, штат Огайо. По прибытии Говард встречает женщину, на которую нападают бандиты. Он побеждает их, используя уникальный стиль боевых искусств. После того, как разбойники убегают, женщина представляет себя как Беверли Свитцлер и решает отвезти Говарда в свою квартиру и позволить ему переночевать. На следующий день Беверли знакомит Говарда с Филом Бламбертом, предполагаемым ученым, который, как надеется Беверли, сможет помочь Говарду вернуться в свой мир. После того, как Фил оказался только уборщиком, Говард смиряется с жизнью на Земле и отвергает помощь Беверли. Вскоре он претендует на работу уборщиком в местном романтическом спа-центре. Говард вскоре уходит и возвращается к Беверли, которая играет в группе под названием Cherry Bomb. В клубе, где выступают Cherry Bomb, Говард сталкивается с их менеджером и противостоит ему, когда он оскорбляет группу. Разгорается драка, в которой Говард побеждает.
Говард возвращается к Беверли за кулисами после выступления группы и сопровождает ее обратно в квартиру, где Беверли убеждает его стать новым менеджером группы. Они начинают заигрывать, но их прерывают Бламберт и двое его коллег, которые рассказывают, что изобретенный ими лазерный спектроскоп был нацелен на планету Говарда и доставил его на Землю, когда он был активирован. Они предполагают, что Говарда можно отправить обратно в его мир путем обращения этого же процесса. По прибытии в лабораторию лазерный спектроскоп работает со сбоями, что повышает вероятность того, что что-то еще может быть доставлено на Землю. В этот момент доктор Уолтер Дженнинг одержим формой жизни из далекой области космоса. Когда они посещают закусочную, существо представляет себя «Темным Повелителем Вселенной» и демонстрирует свои умственные способности, уничтожая столовые приборы и приправы. Борьба начинается, когда группа дальнобойщиков в закусочной начинает оскорблять Говарда. Говард захвачен и почти убит поваром закусочной, но Дженнинг / Темный Повелитель уничтожает закусочную и убегает вместе с Беверли.
Говард находит Фила, который арестован за его присутствие в лаборатории без разрешения службы безопасности. После того, как они убегают, они обнаруживают сверхлегкий самолет, который они используют для поиска Темного Повелителя и Беверли. В лаборатории Темный Повелитель связывает Беверли и планирует перенести еще одно его существо в ее тело с помощью машины для измерения. Говард и Фил прибывают и, очевидно, уничтожают Темного Повелителя с помощью экспериментального «дезинтегратора нейтронов». Однако существо было вытеснено только из тела Дженнинга. Темный Повелитель раскрывает свою истинную форму в этот момент. Говард запускает нейтронный дезинтегратор в отвратительного зверя, уничтожая его. Затем он уничтожает лазерный спектроскоп, предотвращая прибытие на Землю новых Повелителей Тьмы, а также разрушая единственный шанс вернуться на свою планету. Затем Говард становится менеджером Беверли, нанимает Фила в качестве сотрудника в ее туре и играет на гитаре с Беверли на сцене.

## В ролях
- Чип Зейн — Утка Говард (голос)
- Джеффри Джонс — Доктор Дженнинг / Тёмный повелитель в его теле
- Лиа Томпсон — Беверли
- Тим Роббинс — Фил
- Ричард Кили — рассказчик в космосе
- Пол Гилфойл — лейтенант Уэлкер

## Награды и номинации
Фильм получил ряд антинаград и номинаций:
Премия «Золотая малина» (1987):
- Награды

худший фильм (Глория Кац)
худший сценарий (Глория Кац, Уиллард Хайк)
худшие визуальные эффекты (Industrial Light & Magic)
худшая новая звезда — (Утка Говард)
- Номинации

худшая мужская роль второго плана (Тим Роббинс)
худший режиссёр (Уиллард Хайк)
худшая песня — «Howard the Duck» — авторы: Томас Долби, Элли Уиллис и Джордж Клинтон
худший фильм десятилетия (1990)

## Отменённое продолжение
В июле 1986 года Уиллард Хайк и Глория Кац заявили, что они заинтересовались в создании продолжения фильма. Однако после того, как фильм провалился в прокате, разговоры о продолжении прекратились.